# Домшайтис, Пранас
Пра́нас Домша́йтис (лит. Pranas Domšaitis), настоящее имя Франц Карл Вильгельм Домшайт (нем. Franz Carl Wilhelm Domscheit; 15 сентября 1880, Кропиенс, Германская империя — 14 ноября 1965, Кейптаун, ЮАР) — немецкий живописец литовского происхождения, писавший картины в стиле экспрессионизма.
Литовскую форму своего имени начал использовать с 1938 года. Считается одним из самых значительных художников-экспрессионистов ЮАР, куда эмигрировал в 1949 году. В полном списке членов немецкой ассоциации художников он указан под немецкой формой своего имени, как Франц Домшайт.

## Биография

«Рождество Христово». Холст, масло

Родился в семье крестьян в деревне Кропиенс в провинции Восточная Пруссия 15 сентября 1880 года. Первые тридцать лет своей жизни трудился на ферме вместе с отцом. Рисовать научился самостоятельно. Его мать, единственная в семье, которая говорила на прусско-литовском диалекте, поддержала сына — будущего художника, одолжив ему деньги на поездки в Кёнигсберг и Берлин.
Попытка Домшайтиса поступить в 1905 году в Кёнигсбергскую академию художеств успеха не имела. Представленная им, работа была признана бездарной. В 1906 году в Берлине он посетил Макса Либермана, основателя немецкого импрессионизма, который был настолько увлечен рисунками Домшайтиса, что дал ему рекомендательное письмо. В 1907 году его, наконец, приняли в Академию художеств в Кенигсберге на обучение со стипендией. Обучение в академии он завершил в 1910 году. Затем учился у Ловиса Коринта в Берлине. После поездки в Париж, Флоренцию, Амстердам и Лондон, в 1912 году провел полгода в России. В Берлине познакомился и подружился с художником Фрицем Ашером, который нарисовал его портрет в 1919—1920 году. Они часто путешествовали вместе.
В Осло, незадолго до начала Первой мировой войны, состоялась его встреча с Эдвардом Мунком, которая так повлияла на Домшайтиса, что он перешел от импрессионизма к экспрессионизму. Первую мировую войну он провел частично на ферме у своих родителей и частично на военной службе, а затем возобновил свои путешествия и художественную карьеру. Его иллюстрации к книге Карла Шеффлера «Душа Востока» получили высокую оценку со стороны критиков. Музеи в Берлине, Кенигсберге, Щецине и Любеке приобрели для своих собраний его полотна. В 1919 году в галерее Фердинанда Мёллера в Берлине состоялась первая персональная выставка художника, а в 1921 году ещё одна в Фольквангском музее в Эссене. Выставки картин Домшайтиса прошли с успехом в Германии, Швейцарии, Австрии, Румынии и Турции. В 1920 году он получил паспорт гражданина Литвы.
В 1924 году Домшайтис познакомился с сопрано Адельхайд Армольд. Они поженились в 1929 году. Супруга была на двадцать лет моложе художника. Он сопровождал её на всех концертах по всей Европе. Армольд была любимицей дирижеров Германа Абендрота и Вильгельма Фуртвенглера. В 1936 году она пела на Олимпийских играх в Берлине на сцене Дитриха Эккарта арии из опер Георга Фридриха Генделя.
В 1929 году Домшайтис познакомился Эмилем Нольде, с которым у него завязались дружеские отношения. После того, как в 1937 году его картина «Обожание» была изъята из берлинского музея и включена в передвижную выставку «Вырожденное искусство», художник решил покинуть Третий рейх. В 1938 году он выехал в Форарльберг в Австрии. С тех пор он подписывал свои картины, используя литовскую форму собственного имени. В 1946 году он выставил одиннадцать картин с литовской тематикой в Брегенце в рамках выставки «Перемещенное лицо». Признанный литовцем, в 1949 году он с женой эмигрировал в ЮАР. Последними словами Домшайтиса были: «Я всегда в движении ...». Он умер в Кейптауне 14 ноября 1965 года.